# روده میانی
روده میانی (به انگلیسی: Midgut) بخشی از جنین انسان است که بیشتر روده‌ها از آن رشد می‌کنند. پس از خم شدن در اطراف سرخرگ مزانتریک فوقانی، به آن «حلقه روده میانی» می‌گویند. این بخش از مجرای گوارشی را از انتهای روده جلویی در دهانه مجرای صفراوی تا روده پسین، در حدود دو سوم مسیر از طریق کولون عرضی تشکیل می‌دهد.